# Mellicta aterrimevittata
Mellicta aterrimevittata är en fjärilsart som beskrevs av Ruggero Verity 1920. Mellicta aterrimevittata ingår i släktet Mellicta och familjen praktfjärilar. Inga underarter finns listade i Catalogue of Life.